# مستر إيكو
إيكو (بالإنجليزية: Eko)‏ يعرف أيضا باسم السيد إيكو هو شخصية خيالية من شخصيات المسلسل الأمريكي لوست وقام بتأدية دوره في المسلسل الممثل النيجيري أديوالي أكينوي أجباجي. كان أحد ناجي القسم الخلفي من طائرة أوشيانيك الرحلة 815. أُشير إليه أيضاً باسم إيكو توندي، على الرغم من أن هذا قد يكون اسماً مستعاراً. كان قائد حرب سيئ السمعة ومهرب مخدرات في نيجيريا قبل موت أخيه ييمي. للخروج من بلده، تظاهر بأنه كاهن، ولكن بعد موت ييمي، بدا بأنه أخذ دوره بشكل أكثر جدية. إيكو بقي على قيد الحياة في الجزيرة لمدة 72 يوماً قبل أن يقتل من قبل الوحش أو الرجل ذو الرداء الأسود.
.